# Německá hora
Německá hora je přírodní památka poblíž obce Chodská Lhota v okrese Domažlice. Oblast spravuje Agentura ochrany přírody a krajiny ČR. Důvodem ochrany je opuštěný lom v olivinickém gabronoritu, který je významnou dokumentační lokalitou kdyňského masivu.

## Galerie

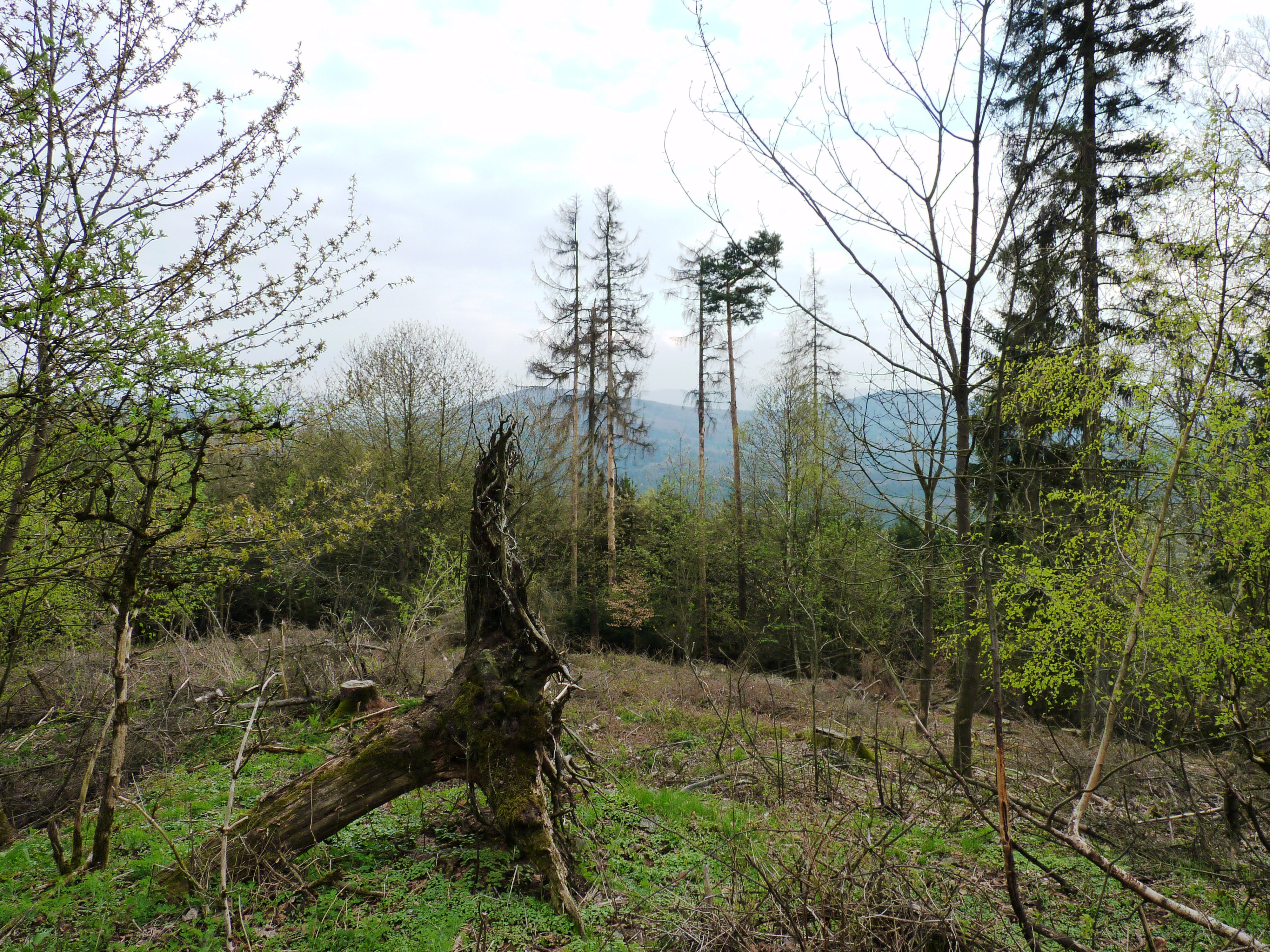
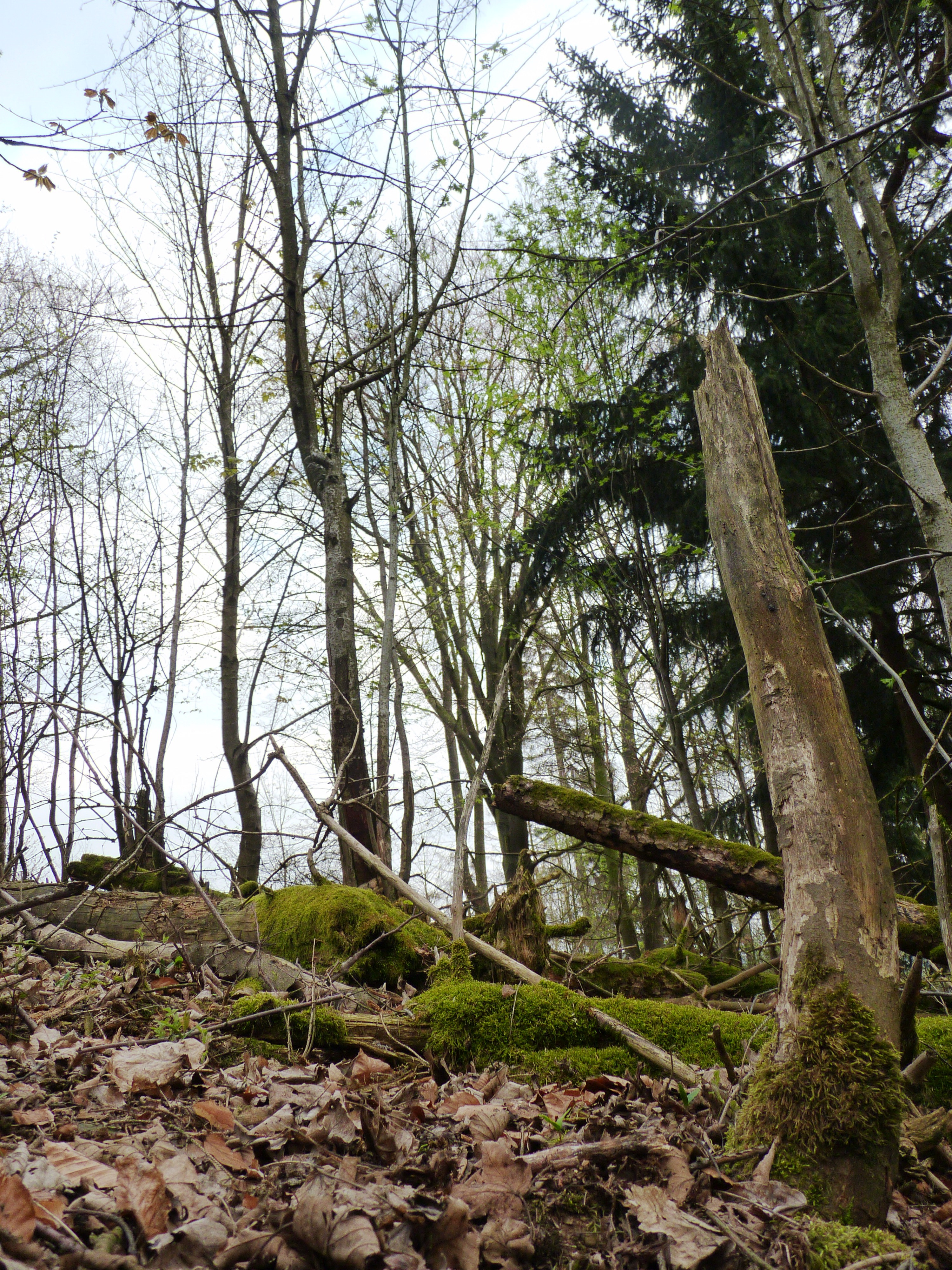
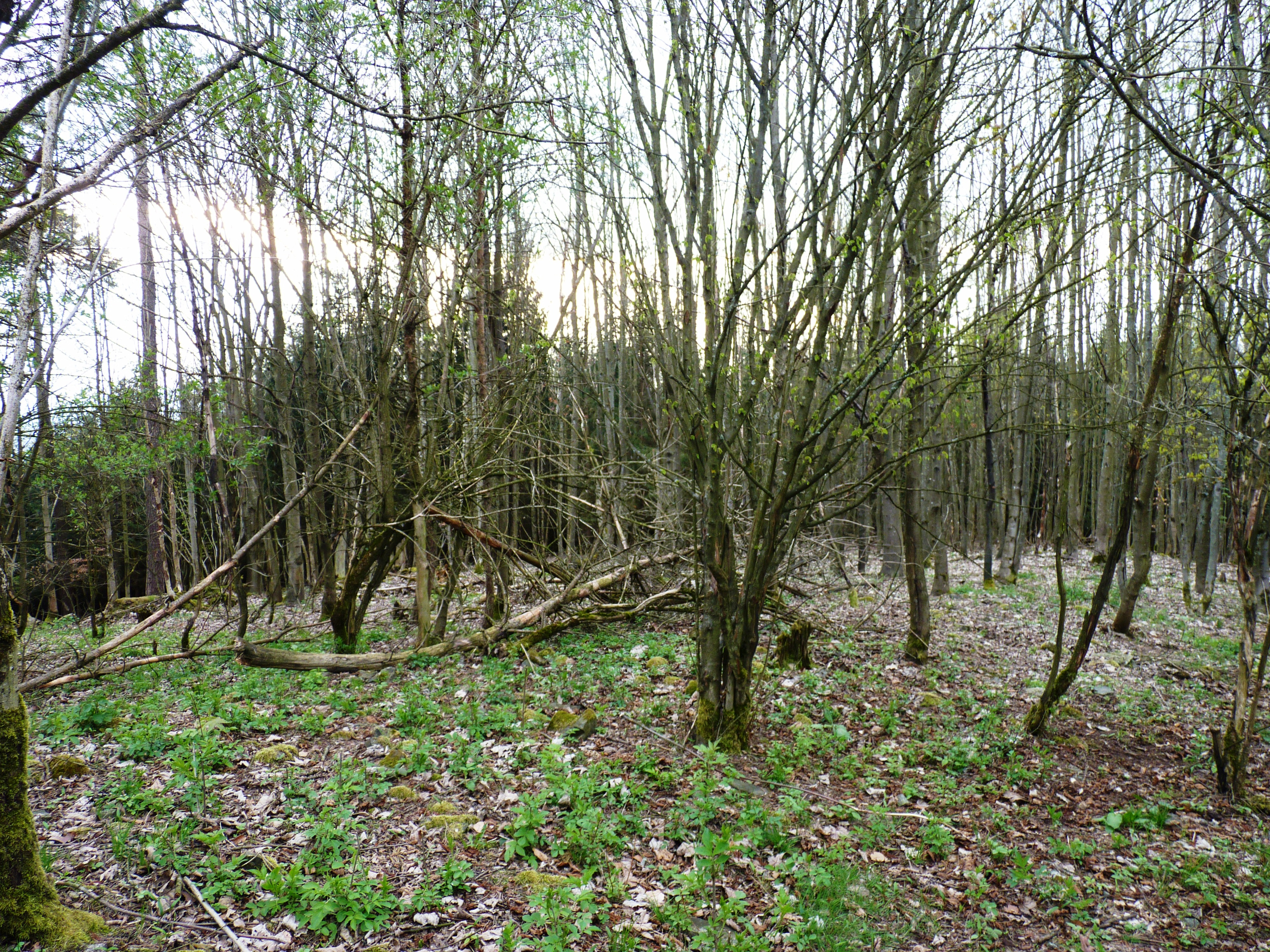